# Océan mondial

Carte d’animation du découpage de la Terre en plusieurs ou un océan.

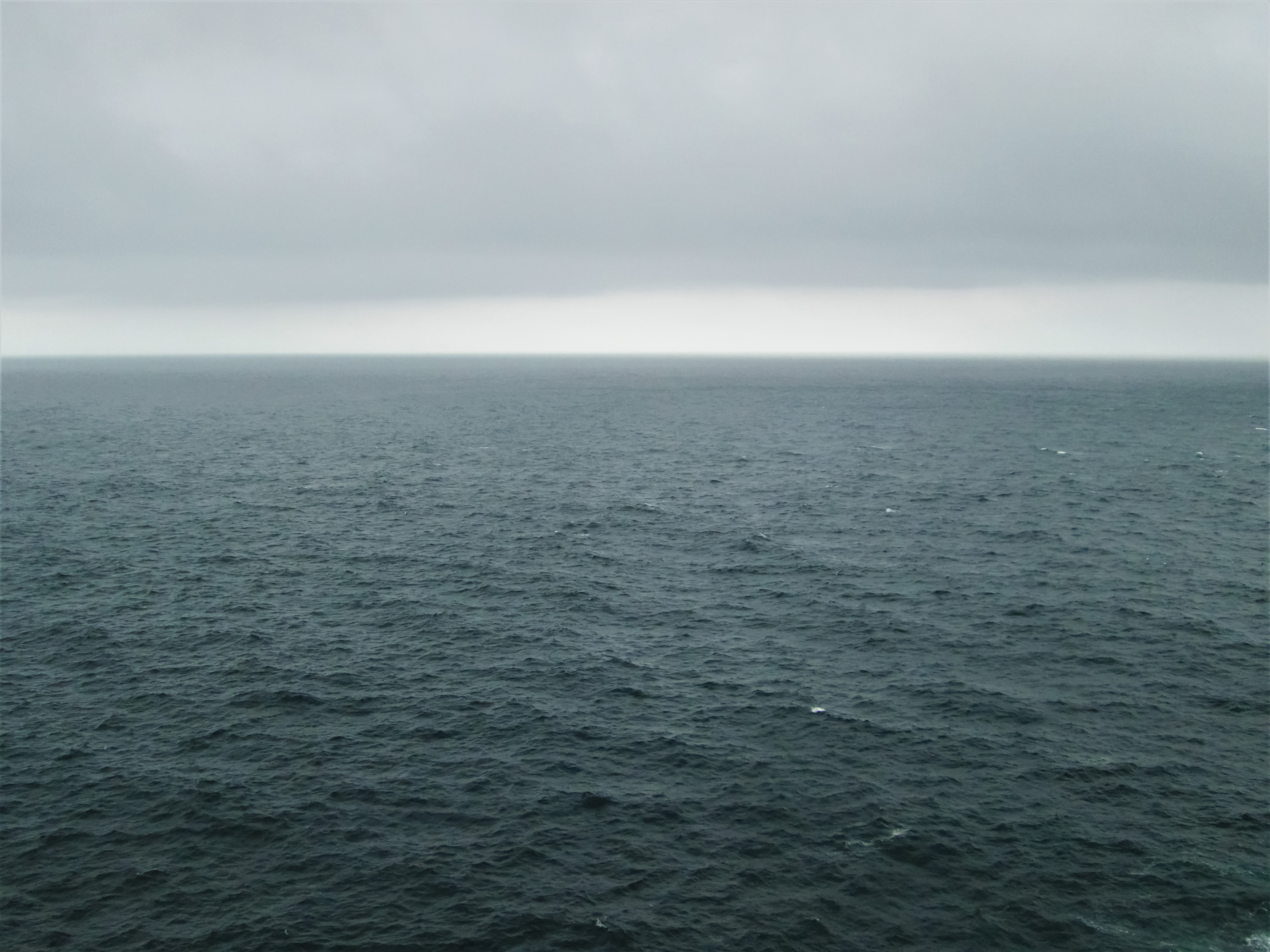
L'Atlantique, qui forme 23 % environ de l’océan global.

Sur Terre, on appelle océan mondial, océan global, océan planétaire ou plus simplement l'Océan (avec une majuscule), la grande étendue d'eau salée ininterrompue encerclant les continents et les archipels.

## Caractéristiques
L'Océan couvre approximativement 70,8 % de la surface de la Terre, soit 361 millions de kilomètres carrés, et occupe un volume de 1 370 millions de kilomètres cubes. C'est la principale source d'oxygène et le premier puits de carbone, et il joue un rôle majeur dans le cycle de nombreux éléments dont le carbone, ce qui en fait une source majeure de services écosystémiques.
À l'échelle des temps géologiques, l'océan mondial évolue avec la dérive des continents et subit les effets des changements climatiques, et plus récemment du réchauffement d'origine anthropique. Il monte, s'acidifie, se réchauffe, se pollue, perd de sa biodiversité et de sa biomasse en poissons, et le vent et les vagues y augmentent depuis 30 ans (sauf au milieu de l'Atlantique pour ce qui est des vagues),.